# Przećmino
Przećmino – wieś w północno-zachodniej Polsce, położona w województwie zachodniopomorskim, w powiecie kołobrzeskim, w gminie Kołobrzeg.
Przez miejscowość przebiega droga powiatowa nr 3306Z z Korzystna do drogi wojewódzkiej nr 102 w okolicy Błotnicy.